# Radex-Heraklith Industriebeteiligungs AG
Radex-Heraklith Industriebeteiligungs AG (abbreviata RHI AG) è un gruppo aziendale austriaco, con sede a Vienna, specializzato nella produzione di materiali refrattari. Con una produzione annua di oltre 2 milioni di tonnellate di tali prodotti la RHI AG è la maggiore azienda del settore.

## Storia
L'azienda venne fondata nel 1834 da Friedrich Ferdinand Didier con il nome di Chamottefabrik F. Didier, nell'allora territorio prussiano di Podjuchy (attuale Polonia). Questa società è stata una delle prime in Europa ad occuparsi della produzione di mattoni refrattari. A partire dal 1888 venne avviata la divisione di ricerca e sviluppo. Dal 1932 l'azienda prese il nome di Didier-Werke AG.
Attualmente la società comprende aziende minori in Austria, Belgio, Stati Uniti d'America, Cile, Cina, Francia, Germania, India, Italia, Messico, Sudafrica, Spagna, Turchia, e Regno Unito.

## Aziende del gruppo

### Europa
- Didier Belgium N.V., Evergem, Belgio
- Didier Societe Industrielle de Production et de Constructions, Soufflenheim, Francia
- Didier Werke A.G., Niederdollendorf, Germania
- Didier-Werke AG, Aken, Germania
- Didier-Werke AG, Mainzlar, Germania
- Didier-Werke AG, Marktredwitz, Germania
- Didier-Werke AG, RHI Dinaris GmbH, RHI Glas GmbH, (sede) Wiesbaden, Germania
- Didier-Werke AG, RHI Refractories Spaeter GmbH, Duisburg, Germania
- Dolomite Franchi S.p.A., Brescia, Italia
- Dolomite Franchi S.p.A., Marone, Italia
- FC Technik AG, Winterthur, Svizzera
- Magnesit Anonim Sirketi (MAS), Eskişehir, Grecia
- MARVO Feuerungs- und Industriebau Gmbh, Kerpen, Germania
- MARVO Feuerungs- und Industriebau GmbH, Siersleben, Germania
- Premier Periclase Ltd, Drogheda, Irlanda
- REFEL S.p.A., San Vito al Tagliamento, Italia
- RHI AG, (sede) Vienna, Austria
- RHI AG, Leoben, Austria
- RHI Espana S.A., Lugones, Spagna
- RHI Normag AS, Porsgrunn, Norvegia
- RHI Refractories (Site Service) Limited, Newark, Regno Unito
- RHI Refractories France S.A., Breuillet, Francia
- RHI Refractories UK Ltd, Bonnybridge, Regno Unito
- RHI Refractories UK Ltd, Clydebank, Regno Unito
- RHI Urmitz AG & Co KG, Urmitz, Germania
- RHI WOSTOK, Mosca, Russia
- SAPREF AG fuer feuerfestes Material, Basilea, Svizzera
- STOPINC AG, Hünenberg, Svizzera
- Veitsch-Radex GmbH & Co, Breitenau, Austria
- Veitsch-Radex GmbH & Co, Hochfilzen, Austria
- Veitsch-Radex GmbH & Co, Radenthein, Austria
- Veitsch-Radex GmbH & Co, Trieben, Austria
- Veitsch-Radex GmbH & Co, Veitsch, Austria
- VERA FE, Dnipropetrovs'k, Ucraina

### Nordamerica
- Produccion RHI Mexico S. de R.L. de C.V., Lázaro Cárdenas del Río, Messico
- Produccion RHI Mexico S. de R.L. de C.V., Monclova, Messico
- Produccion RHI Mexico S. de R.L. de C.V., Ramos Arizpe, Messico
- Produccion RHI Mexico S. de R.L. de C.V., Tlalnepantla de Baz, Messico
- RHI Canada Inc., Boucherville, Canada
- RHI Canada Inc., Edmonton, Canada
- RHI Canada Inc., Langley, Canada
- RHI Canada Inc., Lively, Canada
- RHI Canada Inc., Moncton, Canada
- RHI Canada Inc., Sarnia, Canada
- RHI Canada Inc., Winnipeg, Canada
- RHI Canada Inc., Veitsch-Radex America Inc., Burlington, Canada
- RHI Monofrax Ltd., Falconer, Stati Uniti d'America
- RHI Refmex, SA de CV, Guadalajara, Messico
- Veitsch-Radex America Inc., Hammond, Stati Uniti d'America
- Veitsch-Radex America Inc., Pittsburgh, Stati Uniti d'America
- Veitsch-Radex America Inc., Saybrock, Stati Uniti d'America

### Sudamerica
- Productora RHI Chile S.A., Santiago del Cile, Cile
- RHI Argentina S.R.L., Buenos Aires, Argentina
- RHI Brasil, Belo Horizonte, Brasile
- RHI Refractories Andino C.A., Puerto Ordaz, Venezuela
- RHI Refratários Brasil Lt, Rio de Janeiro, Brasile

### Africa
- RHI Isithebe (pty) Ltd, Tugela, Sudafrica
- RHI Refractories Africa (Pty) Ltd., Johannesburg, Sudafrica

### Asia
- Liaoning RHI Jinding Mag, Dashiqiao, Cina
- Navi Mumbai/Belapur, Venkatapuram, India
- RHI Asia Pacific Pte. Ltd Beijing, Beijing (Pechino), Cina
- RHI Asia Pacific Pte.Ltd. Seul, Corea del Sud
- RHI Asia Pacific Pte.Ltd., Ho Chi Minh, Vietnam
- RHI Asia Pacific Pte.Ltd., Singapore, Singapore
- RHI Clasil Ltd., Madhapur Hyderabad, India
- RHI India Private Limited, Calcutta, India
- RHI India Private Limited, Navi Mumbai, India
- RHI Refractories (Dalian) Co. Ltd, Dalian, Cina
- RHI Refractories Asia Ltd., Hong Kong, Cina
- RHI Refractories Asia Pacific Pte Ltd, Kaohsiung City, Taiwan
- RHI Refractories Liaoning, Bayuquan, Cina
- RHI Trading (Dalian) Co., Ltd., Shanghai, Cina
- SRC, Shandong RHI New Materials Co., Ltd., Shandong, Cina